# EclipseLink
EclipseLink est un framework open source de mapping objet-relationnel pour les développeurs Java. Il fournit une plateforme puissante et flexible permettant de stocker des objets Java dans une base de données relationnelle et/ou de les convertir en documents XML.
EclipseLink est dérivé du projet TopLink de la société Oracle. Il supporte un certain nombre d'API relatives à la persistance des données et notamment la JPA.